# Orfeo Novo
Orfeo Novo es el tercer álbum de estudio de Egberto Gismonti, esta vez realizado en Alemania. Es un disco que realiza nuevas versiones de varios de los temas de los dos discos anteriores pero con arreglos más pequeños con bajo, flauta y piano o guitarra. De igual forma este formato permite hacer énfasis en el uso instrumental como en los temas retratos I, II y III, anunciando tal vez la brillantez composicional e instrumental de Egberto que desarrollaría en etapas posteriores de su carrera. 

## Pistas
- Indi (1)
- O sonho
- Parque Laje
- Salvador
- Three portraits for guitarra and flauta
  - a) Retratos I
  - b) Retratos II
  - c) Retratos III
- Consolação, Berimbau (1)
- Lendas (1)

## Créditos
- Egberto Gismonti (piano, guitarra acústica, voces)
- Dulce Nunes (voces-1)
- Bernard Wystraete (flauta, flauta contralto)
- Jean Francois Jenny-Clark (bajo)

- Datos: Q6052369